# Megalonycta
Megalonycta là một chi bướm đêm thuộc họ Noctuidae.

## Loài
- Megalonycta mediovitta (Rothschild, 1924)